# 竹森次貞
竹森 次貞（たけのもり つぐさだ）は、戦国時代から江戸時代前期にかけての武将。筑前国福岡藩士。黒田二十四騎の一人。

## 生涯
天文19年（1550年）9月2日、播磨国加古郡大野の日岡神社宮司・猪上俊久の三男として誕生。幼名は新次郎。
永禄2年（1559年）、日岡神社が別所安治の襲撃を受けて全焼する。その際、応戦した兄二人は討死し、新次郎は父・俊久、弟・若松丸と共に脱出する。翌永禄3年（1560年）、父・俊久は黒田職隆の下僕となり、新次郎も黒田孝高に小姓として仕える事となった。永禄8年（1565年）春に初陣。
天正5年（1577年）の高倉山城攻めでは、城主・福原助就の弟・伊王野土佐守、家老・祖父江左衛門を討ち取った。また、平塚為広が福原助就を討ち取った際にそれを補佐した。その功績から、孝高により士分に取り立てられ、竹森新右衛門を名乗る。天正6年（1578年）の播磨別府城の戦いでは一番首を挙げるが、左手の親指の付け根から手首までを斬り割られるという傷を負い、それ以後孝高の命により旗役となる。
天正8年（1580年）、200石を拝領し、旗奉行に任命される。旗奉行として鳥取城攻め、備中高松城の戦い、山崎の戦い、賤ヶ岳の戦い、城井谷攻め、文禄・慶長の役などに従軍。この間、天正14年（1586年）に300石、翌天正15年（1587年）に400石、天正18年（1590年）に600石、文禄元年（1592年）に900石とたびたび加増を受けている。慶長5年（1600年）の関ヶ原の戦いの際には、孝高に従って九州各地の攻略に従軍した。
慶長6年（1601年）、名島城で2,500石を拝領。福岡城博多口の百間石垣の工事も担当した。慶長7年（1602年）に黒田忠之が生まれた際には、吉田長利と共に幼名「万徳丸」の名付け親となった。この後、3,000石に加増され、石見守を称した。
元和7年（1621年）11月9日、福岡で死去。享年72。